# Háromezer számozott darab
Háromezer számozott darab (internationaler englischsprachiger Titel Three Thousand Numbered Pieces) ist ein Filmdrama von Ádám Császi, das im November 2022 beim Tallinn Black Nights Film Festival seine Premiere feierte. Der Film basiert auf dem Theaterstück Gypsy Hungarian.

## Handlung
Ein Theaterregisseur bereitet mit fünf jungen Roma die Aufführung eines Stückes über ihr Leben und ihr schweres Schicksal vor. Das Stück erzählt mit ungeschminkter Grausamkeit ihre Lebensgeschichte, das heißt, es verarbeitet ihre Traumata. Als das Ensemble von einem renommierten deutschen Theaterfestival eingeladen wird, müssen sich die Mitglieder der Gruppe ihrer Vergangenheit stellen.

## Produktion

### Vorlage und Filmstab
Der Film basiert auf dem Theaterstück Gypsy Hungarian, das Kristóf Horváth, der Gründer des Ensemble T6, gemeinsam mit einigen dessen Mitgliedern schrieb, die gegen Diskriminierung und Stigmatisierung des Roma-Volkes kämpfen. Dieses wurde am Deutschen Theater in Berlin uraufgeführt, wo es im Rahmen eines Gastspiels des Ensembles am 24. und 25. Mai 2019 in der Box gezeigt wurde. Horváth spielt im Film auch den Theaterregisseur.
Regie führte Ádám Császi, der gemeinsam mit Balázs Lengyel auch das auf dem Stück basierende Drehbuch schrieb. Bei Háromezer számozott darab handelt es sich nach Sturmland um Császis zweiten Spielfilm. Dieser Film feierte im Februar 2014 im Rahmen der Filmfestspiele in Berlin seine Premiere, wo er in der Sektion Panorama gezeigt wurde und für den Teddy nominiert war.

### Besetzung und Dreharbeiten

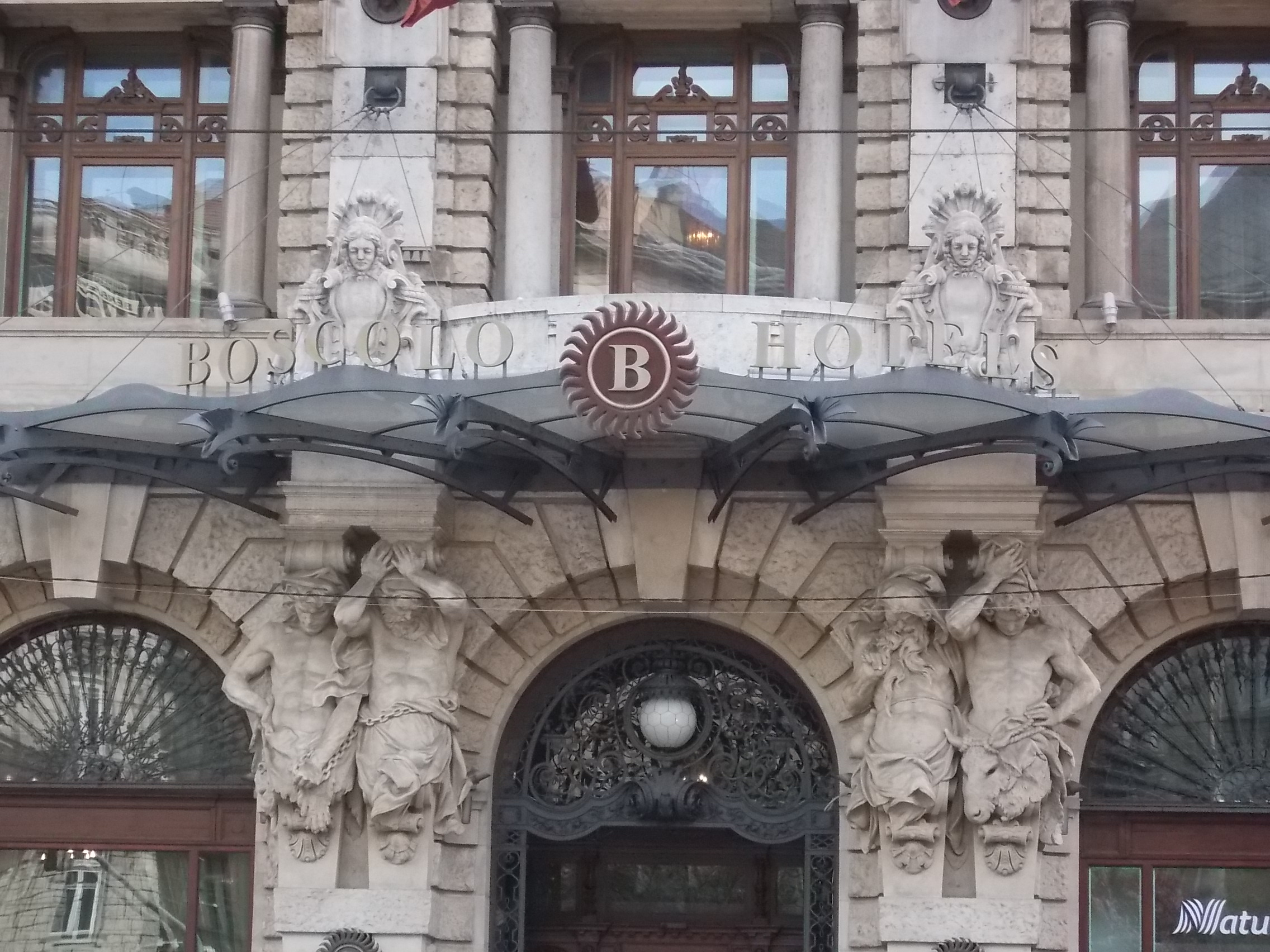
Einer der Drehorte: das New York Boscolo Hotel in Budapest

Neben Horváth als Theaterregisseur spielen in den Hauptrollen Franciska Farkas, Rómeó Pápai und Csaba Gerner und in Nebenrollen Edmond Oláh, Norbert Varga, Christopher Pászik und der deutsche Schauspieler und Filmregisseur Wieland Speck.
Die Dreharbeiten fanden ab Spätsommer 2020 in Budapest statt, so im New York Boscolo Hotel und im Operettszínház, dem Operettentheater in der Nagymező utca. Weitere Drehorte waren der Sportplatz Csepel, die U-Bahn-Station am Park Flórián tér, die Semmelweis-Universität und das Hétes-telep in Ózd.

### Filmmusik und Choreografie
Die Filmmusik komponierte Csaba Kalotás, der bereits die Musik für The Citizen und Tiszta hívvel geschrieben hat. Krisztián Gergye, der auch für das Nationaltheater, das Átrium und das Trafó arbeitet, wirkte als Choreograf.

### Veröffentlichung
Die Premiere des Films erfolgte am 18. November 2022 beim Tallinn Black Nights Film Festival. Im Juli 2023 wurde er beim European Film Festival Palić gezeigt.

## Auszeichnungen
European Film Festival Palić 2023
- Auszeichnung für die Beste Regie mit dem Palic Tower (Ádám Császi)[6]

Tallinn Black Nights Film Festival 2022
- Nominierung im Wettbewerb „Rebels with a Cause“
- Lobende Erwähnung der Jury im Wettbewerb „Rebels with a Cause“[7][8]